# Elezioni presidenziali a Capo Verde del 2006
Le elezioni presidenziali a Capo Verde del 2006 si tennero il 12 febbraio.

## Risultati
| Candidati    | Partiti                                          | Voti    | %     |
| ------------ | ------------------------------------------------ | ------- | ----- |
| Pedro Pires  | Partito Africano dell'Indipendenza di Capo Verde | 86 583  | 50,98 |
| Carlos Veiga | Movimento per la Democrazia                      | 83 241  | 49,02 |
| Totale       | Totale                                           | 169 824 | 100   |